# Asociación de Archiveros de Navarra
La Asociación de Archiveros de Navarra, de forma acrónima AAN es una asociación sin ánimo de lucro de la Comunidad Foral de Navarra, dedicada a la optimización de archivos y promoción de los archiveros.

## Historia
La Asociación de Archiveros de Navarra se constituyó durante la asamblea celebrada el 15 de mayo de 2002. El 7 de noviembre de 2002, la asociación quedó registrada oficialmente en el registro de asociaciones navarras con el nº 4427. Uno de los promotores y fundadores fue José Luis Molins Mugueta, archivero del Ayuntamiento de Pamplona (1975-2010), fue presidente entre 2003-2007.

## Colaboraciones
La Asociación de Archiveros de Navarra es una de las asociaciones, que junto con la Asociación de Profesionales de la Gestión Cultural de Navarra, ha servido y sirve de referente para la realización del Sistema Archivístico de Navarra y legislación específica en materias afines, prestado colaboración con el Servicio de Archivos y Patrimonio Documental del Gobierno de Navarra.

## Organigrama
La actual junta directiva, renovada en la Asamblea Extraordinaria de 31 de mayo de 2021, está compuesta por:
- Presidente: Íñigo Pérez Ochoa (Archivo General de la Universidad Pública de Navarra).
- Vicepresidenta: Teresa Eslava Ochoa. (Archivo de la Administración de la Comunidad Foral de Navarra - Archivo Contemporáneo de Navarra).
- Secretario: José Luis Iriso Sánchez.
- Tesorera: Beatriz Pérez Sánchez, (Archivo Municipal de Tudela).
- Vocal: Silvia Lizarraga Pérez de Zabalza (Museo del Carlismo) y Eduardo Leoné Eguaras.

## Objetivo y metas
En los estatutos se define la asociación como una sociedad de carácter científico y cultural, sin ánimo de lucro, que «tiene como objetivo fundamental la optimización de los archivos y la promoción de los archiveros de Navarra.»
Los fines establecidos en sus estatutos son:  
1. Fomentar la conservación y optimización de todos los archivos de Navarra.
2. Sensibilizar a la opinión pública de la importancia de los archivos y de los fondos documentales.
3. Promover la metodología archivística integral en las instituciones, públicas y privadas.
4. Potenciar la gestión y la valoración social del archivero en todos los ámbitos; colaborar en la defensa de sus legítimos derechos o intereses, con exclusión de cualquier actividad de carácter sindical; y afirmar el espacio que corresponde propiamente al trabajo archivístico, de acuerdo con las directrices adoptadas por el Consejo Internacional de Archivos (CIA/ICA) y otros organismo competentes en la materia.
5. Asegurar una representación adecuada de los archiveros en el seno de la sociedad y ante las administraciones públicas.
6. Promover actividades de tipo científico y cultural destindos a elevar el nivel técnico de los asociados y contribuir a su formación permanente.
7. Fomentar la relación social y humana entre los archiveros de Navarra.
8. Realizar, impulsar o colaborar en estudios, investigaciones y actividades culturales que ayuden a la consecución de los fines sociales.
9. Editar trabajos relacionados con los fines de la Asociación.
10. Mantener contactos y establecer relaciones y mecanismos de cooperación con asociaciones similares, así como con organizaciones técnicas y científicas relacionadas con los archivos, tanto nacionales como extranjeras, sin más limitaciones que las establecidas en las leyes vigentes.
11. Cualquier otro similar a los anteriores, relacionado con los archivos o los archiveros.

## Eventos
La Asociación de Archiveros de Navarra organiza y participa en diversos eventos como congresos, jornadas, cursos de formación y otras actividades.